# Бонифаций VII (антипапа)
Бонифаций VII (на латински: Bonifacius; † 20 юли 985) е антипапа (974, 984 – 985).

## Биография
Предполага се, че той е умъртвил папа Бенедикт VI (973 – 974). Народните безредици го принуждават да избяга в Константинопол през 974; той отнася голямо съкровище и се завръща през 984, като сваля папа Йоан XIV (983 – 984) от длъжност, който бил избран в негово отсъствие, чрез убийство. След кратко управление от 984 до 985 той е убит.
Бонифаций VII все още не е смятан за антипапа, когато е избран следващият папа със същото папско име.